# بو سوليفان
بو سوليفان (بالإنجليزية: Bo Sullivan)‏ هو سياسي أمريكي، ولد في 10 فبراير 1937، وتوفي في 13 مارس 2000. حزبياً، نشط في الحزب الجمهوري.